# جوي ديدوليكا
جوي ديدوليكا (بالإنجليزية: Joey Didulica) (بالكرواتية: Joseph Anthony Didulica)‏ (مواليد 14 أكتوبر 1977) هو لاعب كرة قدم. يلعب مع منتخب كرواتيا لكرة القدم. سبق له أن لعب في كأس العالم لكرة القدم مع منتخب بلاده.

## روابط خارجية
- جوي ديدوليكا على موقع الاتحاد الدولي (مؤرشف)  (الإنجليزية)
- جوي ديدوليكا على موقع قاعدة بيانات كرة القدم.إي يو (الإنجليزية)
- جوي ديدوليكا على موقع ناشيونال فوتبول تيمز (الإنجليزية)
- جوي ديدوليكا على موقع Soccerway.com (الإنجليزية)
- جوي ديدوليكا على موقع عالم كرة القدم.نت (الإنجليزية)
- جوي ديدوليكا على موقع كووورة